# 雲錦路駅 (上海市)
雲錦路駅（うんきんろえき、中文表記: 云锦路站）は中華人民共和国上海市徐匯区龍華鎮
に位置する上海地下鉄11号線の駅。

## 駅構造
- 島式ホーム1面2線の地下駅。ホームドア設置。

## 駅周辺
- 竜華空港 - 飛行船専用

## 歴史
- 2013年8月31日 - 開業[1]。

## バス路線
- 周辺にバス停は無い

## 隣の駅
上海地下鉄
■11号線
竜耀路駅 - 雲錦路駅 - 竜華駅